# Brad Holland
Br Holland é um ex-jogador de basquete norte-americano que foi campeão da [[Temporada da NBA  jogando pelo Los Angeles Lakers.